# Capanna Basodino
Capanna Basòdino (niem. Basodinohütte) – wysokogórskie schronisko turystyczne, położone na wysokości 1856 m n.p.m., zlokalizowane na północno-wschodnich stokach Basodino, należące do lokarneńskiej sekcji Club Alpino Svizzero (Szwajcarskiego Klubu Alpejskiego).

## Historia

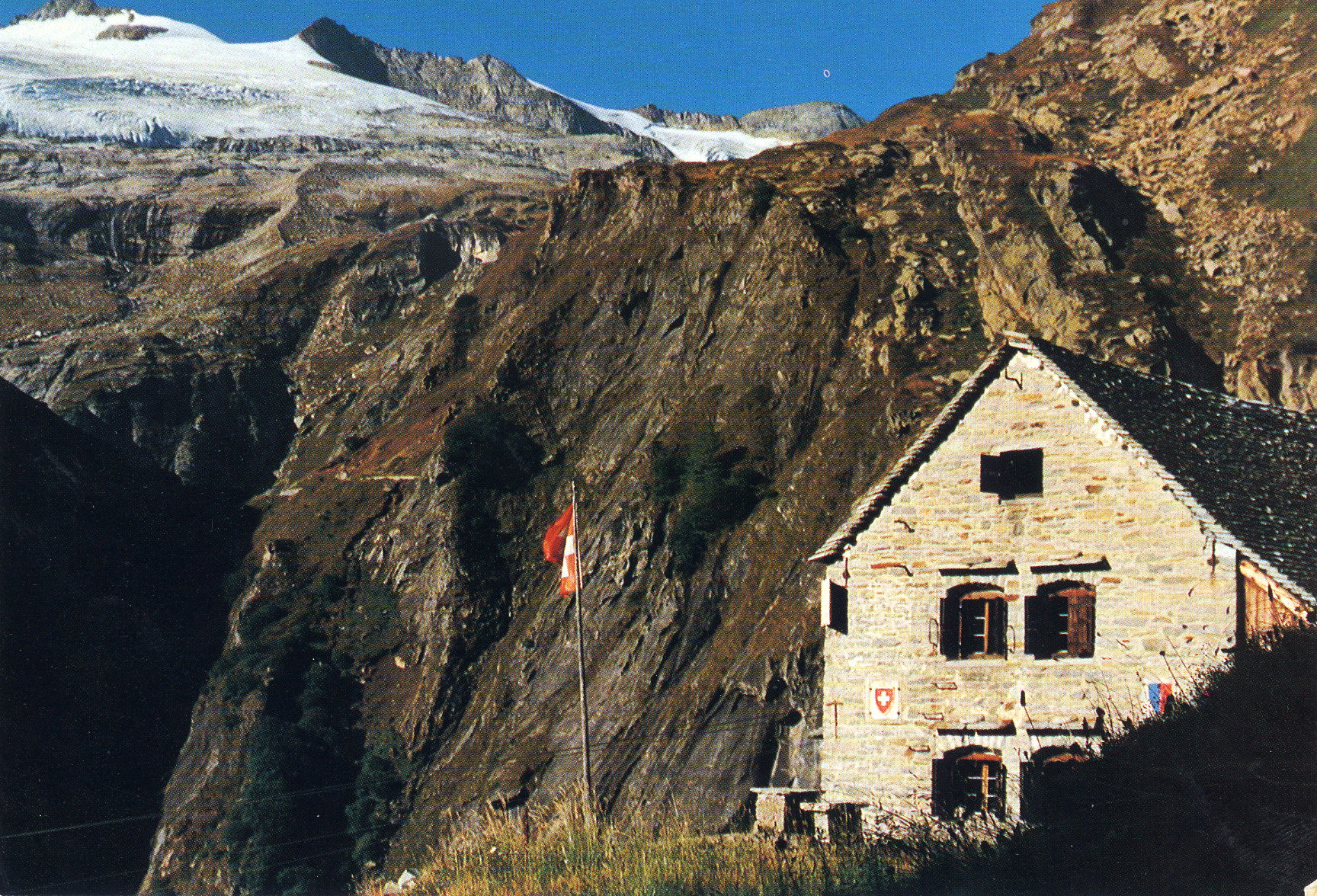
Widok na lodowiec Basodino

Obiekt został zbudowany w 1927, jako typowy kamienny dom, charakterystyczny dla regionu Ticino, na skalnym tarasie, z widokiem na szczyt Basodino. W swojej historii był kilkukrotnie powiększany i rozbudowywany. W latach 60. XX wieku w rejonie zbudowano zbiornik wodny Robièi, a dojazd ułatwiła wówczas kolej linowa (wejście piesze z doliny zajmuje około 2,5 godziny). Ze względu na łatwy dostęp i dobrze rozwiniętą sieć ścieżek górskich schronisko jest popularnym miejscem turystyki rodzinnej. Obszar wokół schroniska jest miejscem do obserwacji dzikich zwierząt (zachodzi tu m.in. koziorożec alpejski).

## Turystyka
Schronisko ma latem miejsce dla 58 osób (sala zimowa posiada 20 miejsc). Z gastronomicznego punktu widzenia lokalną atrakcją turystyczną są regionalne sery serwowane w restauracji.
Obiekt otacza krajobraz polodowcowy, z morenami, jeziorami (m.in. Lago di Robièi, Lago del Zött, czy Sfundau), blokami marmuru i widokami na kilka alpejskich szczytów. Oprócz koziorożców alpejskich żyją tu m.in. świstaki, kozice, lisy, gronostaje i pardwy.
Popularna trasa wiedzie m.in. nad jezioro Sfundau i do Capanna Cristallina.